# Аргасун
Аргасун (Хархасунь) — внук Хачиуна и сын Илжитая (Элджигитая), внучатый племянник Чингисхана.
Участвовал в западном походе монголов (1236—1242). Упоминается только в «Сокровенном сказании монголов» в контексте скандала, произошедшего между Батыем с одной стороны и Гуюком, Бури и Аргасуном с другой. Батый подвергся словесным оскорблениям, написал сообщение об этом великому хану Угэдэю и был им поддержан.